# بيثاني هاملتون
بيثاني ميلاني هاملتون (بالإنجليزية: Bethany Hamilton) (من مواليد 8 فبراير 1990)، راكبة أمواج محترفة من أصل أمريكي. وأصبحت بيثاني مشهورة بعد أن كتبت لها النجاة بعد تعرضها لهجمة قرش حيث فقدت إثر هذه الحادثة ذراعها اليسرى، كما اشتهرت أيضا؛ لتغلبها على ما جرى لها ومعاودتها لركوب الأمواج باحتراف مجدداً. وقد كتبت عام 2004 عن تجربتها، وقصة حياتها راكبة الأمواج الملهمة: وهي قصة حقيقية عن الإيمان، والعائلة، والكفاح لركوب اللوح من جديد. حيث تم إصدار فلم راكبة الأمواج الملهمة في إبريل من عام 2011 استناداً إلى الكتاب، ومقابلات أخرى. وظهرت بيثاني في العديد من البرامج التلفزيونية بعد أن فقدت ذراعها. وتعتنق بيثاني الديانة المسيحية.

## مسيرتها في ركوب الأمواج
| مراكز مسابقات ركوب الأمواج | |                  |
| التاريخ                    | المسابقة والنتيجة | الدولة           |
| 1998                       | ريل سن ميهنيهونيه (Rell Sun Menehune): المركز الأول                                                                                          | الولايات المتحدة |
| 2002                       | أوبن وومنز ديفيجن التابعة للجمعية الوطنية لركوب الأمواج (Open Women's Division of the National Scholastic Surfing Association): المركز الأول | الولايات المتحدة |
| 2004                       | إن إس إس أي (NSSA) مسابقة اقليمية: المركز الخامس                                                                                             | الولايات المتحدة |
| 2005                       | إن إس إس أي (NSSA) مسابقة وطنية: المركز الأول                                                                                                | الولايات المتحدة |
| 2005                       | مسابقة جزيرة أونيل للفتيات المحترفات (O'Neill Island Girl Junior Pro tournament): المركز الأول                                               | الولايات المتحدة |
| 2006                       | إن إس إس أي (NSSA) للبطولة الوطنية: الدوري النهائي لعمر 18 عام وما أقل: المركز الخامس                                                        | الولايات المتحدة |
| 2006                       | فريق هاواي هايلايتس (Hawaii Team Highlights): المركز الرابع في مسابقة البرازيل والمركز الخامس في مسابقة ألعاب العالم في الولايات المتحدة.    | الولايات المتحدة |
| 2007                       | اقليميات إن إس إس أي (NSSA): المركز الخامس                                                                                                   | الولايات المتحدة |
| 2007                       | بطولة النساء في منطقة بايبلاين (Women's Pipeline Championship): المركز الرابع                                                                | الولايات المتحدة |
| 2008                       | ركوب الأمواج المفتوح بالولايات المتحدة (US, Open Surfing) - مدينة هنتنغتون بيتش في كاليفورنيا: المركز الخامس                                 | الولايات المتحدة |
| 2008                       | مهرجان روكسي لمحترفي ركوب الأمواج (Roxy Pro Surf Festival) - جزيرة فيليب في أستراليا: المركز الثالث                                          | أستراليا         |
| 2009                       | ركوب ريو العالمي للأمواج في ريو دي جانير في البرازيل: المركز الثالث                                                                          | البرازيل         |
| 2009                       | بحيرة صغيرة أي إس بي (ASP) بطولة عالمية صغرى في أستراليا: المركز الثاني                                                                      | أستراليا         |

## هجمة القرش واستردادها لعافيتها
ذهبت بيثاني لممارسة الركمجة صباحاً على امتداد شاطيء تانيلز الواقع في جزيرة كاواي برفقة صديقتها المقربة آلانا بلانكارد، وشقيق، ووالد آلانا أيضا. وقد كانت حينها في ربيعها الثالث عشر بتاريخ 31 أكتوبر 2003. وبينما كانت بيثاني مستلقية على لوحها، وذراعها اليسرى تتدلى في المياه، والكثير من السلاحف تملأ المنطقة عند حوالي الساعة 7:30 صباحاً، قام قرش النمر الذي يبلغ طوله من 14-15 قدماً بقضم ذراع بيثاني اليسرى، وتحديداً من المنطقة الواقعة أسفل كتفها مباشرةً. وهرعت عائلة آلانا للمساعدة على سحبها، وإخراجها إلى الساحل، ثم قام والد آلانا بصنع سدادة من مقود لوح الركمجة؛ لوقف النزيف الحاد، ولفه على ماتبقى من ذراعها قبل نقلها إلى مستشفى ويلكوكس ميموريال (Wilcox Memorial Hospital). وقد كانت بيثاني قد فقدت 60% من دمها عند وصولها إلى المستشفى. ثم تم إدخالها إلى غرفة العمليات التي كان من المفترض أن يخضع والدها فيها إلى عملية جراحية في ركبته ذلك الصباح. وقضت بعد ذلك سبع أيام في المستشفى كفترة انتعاش.
وبالرغم من الصدمة التي تعرضت لها بعد الحادثة، كانت مصرة على معاودة ركوب الأمواج، واستطاعت فعلا العودة إلى المياه من جديد. حيث مارست الركمجة في مدة لا تتجاوز شهراً واحداً من تعرضها للحادثة. وقامت بيثاني مبدئياً باستعمال لوح أطول، وأسمك قليلاً مما يسهل حركتها في المياه.
ولاحظت بعدها أنها تحتاج لجهد مضاعف أكثر؛ لتعويض فقدانها لذراعها اليسرى. ثم قامت بعدها بالمشاركة في سباق كبير بتاريخ 10 يناير بعد أن دربت نفسها على ركوب الأمواج بذراع واحدة. حيث عاودت استعمال اللوح القصير المخصص للسباقات التنافسية.
وفازت بيثاني بجائزة التميز في الأداء السنوي لأفضل عودة للرياضي (Best Comeback Athelete ESPY Award) في شهر يوليو من عام 2004. كما نالت جائزة خاصة «جائزة شجاعة» في جوائز اختيار المراهقين (Teen Choice Awards) من العام نفسه.
وحصلت على المركز الأول في الجمعية الوطنية لتعليم ركوب الأمواج (National Scholastic Surfing Association) في البطولات الوطنية عام 2005 حيث كان هذا هدفاً لطالما سعت بيثاني لتحقيقه من قبل أن تتعرض لهجمة القرش. ثم بدأت عام 2008التنافس كمحترفة في جمعية محترفي ركوب الأمواج (Association of Surfing Professionals) لتصفيات المباريات العالمية. كما حصلت على المركز الثاني في المنافسة الأولى التي انضم إليها عدد كبير من أفضل النساء ركوباً للأمواج.

## الإعلام
تمت استضافة بيثاني من قبل العديد من البرامج التلفزيونية بعد تعرضها للحادثة مثل برنامج ذا بيجست لوزر (The Biggest Loser)، و 20/20، و قود مورننق أمريكا (Good Morning America)، و إنسايد إيدشن (Inside Edition)، و ذا أوبرا وينفري شو (The Oprah Winfrey Show)، و ذا إيلين ديجينرز شو (The Ellen DeGeners Show)، و ذا تودي شو (The Today Show)، و ذا تونايت شو (The Tonight Show)، كما تمت استضافتها أيضاً من قبل مجلة ''بيبول'' (People)، وتايم (Time)، و أميركان قيرل(American Girl). بالإضافة إلى ذلك، احتلت قصة بيثاني غلاف العدد الأول من مجلة ناين (niNe).
وقامت شركة إم تي في بوكس (MTV Books) في عام 2004 بإصدار كتاب بيثاني، راكبة الأمواج الملهمة: وهي قصة حقيقية عن الإيمان، والعائلة، والكفاح لركوب اللوح من جديد (الرقم الدولي المعياري للكتاب0-9922-7434-0) والذي يصف المحنة التي مرت بها. كما تم تناول قصتها في فلم وثائقي قصير، قلب الفتاة الملهمة، والذي قام بيكي بومغارتنر بإخراجه عام 2007. وقد ناقش هذا الفلم الذي وصف بأنه «فلم مبني على الإيمان» شجاعة بيثاني، وإيمانها العميق بالمسيح خاصة في الفترة التي تبعت ماتعرضت له، كما كشف عن المعنى الروحي الذي تحمله بيثاني.
وقامت بخوض منافسة في برنامج الألعاب آر يو سمارتر ذان آ فيفث قريدر؟(Are You Smarter Than a Fifth Grader) بتاريخ 7 من شهر أغسطس عام2009 وفازت بمبلغ وقدره25000دولار. وظهرت أيضاً بتاريخ 16 مايو 2010 على قناة أي بي سي (ABC) في إحدى حلقات برنامج اكستريم ميك اوفر(Extreme Makeover): هوم إيدشن.
وقامت بيثاني في شهر مارس من عام 2011 بإنتاج فيديو للمنظمة المسيحية آي آم سكند (I Am Second)؛ تخبرهم فيه عن معاناتها، وكفاحها بعد الهجوم الذي تعرضت إليه، وإيمانها بالرب في تخطي الصعاب.
وتم إصدار فلم دراما وثائقي راكبة الأمواج المهلمة بأسم (متزلجة بالروح-soul surfer)بتاريخ 8 إبريل 2011 استناداً إلى كتابها الذي تم إصداره عام 2004. كما قامت آنا صوفيا روب بتمثيل دور بيثاني في الفلم بمشاركة دنيس كايد، وهيلين هنت، وكريج نيلسون، وكيري أندروود، وكيفن سوربو أيضاً كأبطال في الفلم. وقامت بيثاني بأداء كل الأدوار التي تتطلب ركوب الأمواج بذراع واحدة.
وتمت استضافتها كمتحدثة في كنيسة فيلوشيب (Fellowship Church) في مدينة قاربيفان في تكساس في عطلة نهاية الأسبوع بتاريخ 20 أغسطس 2011. كما يمكن مشاهدة فيديو يحتوي على مقابلة القسيس إيدوين يانق مع بيثاني على موقع الكنيسة. وحضر في كنيسة فيلوشيب (Fellowship Church) أكثر من 25000 عن طريق الخدمات الثلاثة المقدمة في خمس جامعات مختلفة حول دالاس فورت وورث مرتوبلكس (Dallas/ Fort Worth mertoplex) وفي ميامي، فلوريدا.
كما ظهرت أيضا على قناة تي إل سي (TLC) في مسلسل 19 كيدز آند كاونتنق (Kids and Counting19) في حلقة «عائلة دوغار تحت الماء» (Duggars Under the Sea)، عندما قامت عائلة دوغار بزيارتها في اتلانتا-جورجيا.

## روابط خارجية
- بيثاني هاملتون على موقع IMDb (الإنجليزية)
- بيثاني هاملتون على موقع ميوزك برينز (الإنجليزية)
- بيثاني هاملتون على موقع قاعدة بيانات الفيلم (الإنجليزية)
- بيثاني هاملتون على موقع الرابطة العالمية لركوب الأمواج (الإنجليزية)
- بيثاني هاملتون على موقع EncyclopediaOfSurfing.com (الإنجليزية)